# John Wemyss, I conte di Wemyss
John Wemyss, I conte di Wemyss (1586 – 22 novembre 1649) è stato un politico scozzese.

## Biografia
Era il figlio di Sir John Wemyss di Wemyss, e di sua moglie, Mary Stewart, figlia di James Stewart, I Lord Doune.

## Carriera
Nel 1625 venne creato baronetto di Nova Scotia. Nel 1628 è stato elevato al Pari di Scozia come Lord Wemyss di Elcho, e nel 1633 è stato ulteriormente onorato quando fu fatto Lord Elcho e Methel e conte di Wemyss.
Era Lord High Commissioner to the General Assembly of the Church of Scotland, un consigliere privato e uno del Comitato dell'Estates.

## Matrimonio
Sposò, nel settembre 1609, Jane Gray, figlia di Patrick Gray, VI Lord Gray. Ebbero due figli:
- David Wemyss, II conte di Wemyss (6 settembre 1610-luglio 1679);
- Anne Wemyss, sposò in prime nozze David Lindsay, e in seconde nozze Mungo Murray, II visconte di Stormont.

## Morte
Wemyss sostenne il parlamento scozzese contro Carlo I nelle guerre dei tre regni. Morì il 22 novembre 1649.